# Reedukativer Ansatz
Als Reedukativen Ansatz bezeichnet man einen bestimmten Organisationsentwicklungsansatz.
Der Mitbegründer des MIT begründete aus seinen Erkenntnissen aus der Erforschung von Rückkoppelungsprozessen in Gruppen diesen OE-Ansatz.
Das Grundverständnis des reedukativen Ansatzes ist die Annahme:
- Organisationen sind überbürokratisiert und
- haben zu stark hierarchische Strukturen.

Die Folgen davon sind:
- schlechtes Arbeitsklima
- unzureichende Arbeitsmotivation
- brachliegende Kreativitäts- und Kompetenzpotenziale.

Durch die Konzentration auf Verbesserungen zwischenmenschlicher Beziehungen und der Kommunikation im Unternehmen werden Leistungsblockaden und Effektivitätshemmnisse abgebaut.